# منطقة جارهوا
منطقة جارهوا رمزها «GA» (بالإنجليزية: Garhwa)‏ ، هو تقسيم إداري لدولة الهند تتبع ولاية جهارخاند (بالإنجليزية: Jharkhand)‏ ، مركزها هو مدينة جارهوا (بالإنجليزية: Garhwa)‏ عدد سكانها حسب تعداد سنة 2001 هو 1,034,151 ، مساحتها 4,064 كم² وكثافة السكان 254 لكل كم² .